# Митрофан (Гринёв)
Архиепи́скоп Митрофа́н (в миру Васи́лий Васильевич Гринёв; 17 января 1873, Воронеж — 17 февраля 1938, Ульяновск) — епископ Русской православной церкви, архиепископ Арзамасский, викарий Горьковской епархии.

## Биография
Родился в семье личного дворянина. Окончил гимназию, археологический институт, Николаевскую военную академию. До 1912 — преподаватель кадетского корпуса в Москве, подполковник.
18 мая 1916 году стал послушником Данилова монастыря в Москве. Был пострижен в монашество, с 12 июня 1919 — иеродиакон, с 14 мая 1920 — иеромонах, затем архимандрит. Был настоятелем Задонского монастыря.
С 27 июня 1921 года — епископ Аксайский, викарий Донской епархии.
В 1923 году за «контрреволюционную деятельность» осуждён на три года лишения свободы. Срок отбывал в Соловецком лагере. С 1926 находился в ссылке в городе Алатырь Ульяновской губернии.
Сторонник Заместителя Патриаршего местоблюстителя митрополита Сергия (Страгородского).
С 16 сентября 1927 — епископ Алатырский, викарий Ульяновской епархии и временно управляющий Чувашской епархией. В этот период часть верующих не признала его своим правящим архиереем и перешла под юрисдикцию епископа Аввакума (Боровкова), выступавшего против Декларации митрополита Сергия, содержавшей значительные уступки властям.
С 29 октября 1930 года — епископ Ульяновский.
Управлял епархией в непростой ситуации, будучи вынужденным противостоять не только обновленцам, но и сильному в этом регионе «григорианскому движению» — церковному расколу, первоначально поддержанному Советской властью.
В 1932 году был арестован и обвинён в том, что «группировал вокруг себя весь церковный антисоветский актив, систематически проводя среди таковых агитацию, а также в произносимых им во время богослужений проповедях говорил о недолговечности Советской власти, предсказывая восстановление и торжество религии, о гонениях на Церковь при советской власти, как о гонении на неё в период Римской империи». 10 января 1933 года осуждён к трём годам ссылки в Северный край (после этого 16 июня 1933 официально уволен на покой, то есть освобождён от управления епархией).
В августе 1935 года вернулся в Ульяновск.
С 12 ноября 1935 года — епископ Арзамасский, викарий Горьковской епархии.
Видимо, был возведён в сан архиепископа (упоминается в качестве такового в ряде источников).
Затем был уволен на покой, видимо, по состоянию здоровья: в конце жизни страдал болезнями, которые «переносил безропотно, с полной преданностью воле Божией». Жил в Ульяновске.
Запомнился современникам как аскет, постник и усердный молитвенник. В храм ходил всегда пешком, подражая в этом апостолам. Очень любил читать акафисты. Когда он молился, то весь погружался в молитвенное состояние и тогда он не замечал окружающей его обстановки. После каждой службы обязательно говорил поучение простым, ясным и доступным языком.
В 1937 году был арестован Ульяновским горотделом НКВД и обвинен в «организации и руководстве церковно-монархической, фашистско-повстанческой контрреволюционной организации». По этому делу привлечены к суду были 78 представителей духовенства и мирян. В декабре решением тройки при УНКВД по Куйбышевской области владыка Митрофан, обновленческий архиепископ Иоанн и ещё 68 человек были приговорены к расстрелу (затем они были расстреляны), а восемь человек — к 10 годам лишения свободы каждый.